# Préfecture de Kumamoto
Kumamoto (熊本県, Kumamoto-ken) est une préfecture du Japon, située au sud-ouest de l'île de Kyūshū.
Sa ville principale s'appelle également Kumamoto et fut la capitale du clan Hosokawa.

## Histoire
Durant l'époque féodale, il s'agissait de la province de Higo.

### Catastrophes naturelles
La préfecture de Kumamoto a été affectée par le tsunami qui a suivi l’éruption du mont Unzen en 1792 et a ravagé la baie de Shimabara. On a estimé le nombre de victimes à 4 000 dans les deux districts d’Uto et de Tamana, et à plus de 1 100 dans le district d'Ashikita. Quelques 343 personnes se sont noyées dans les îles d’Amakusa. Les dégâts ont été considérables.
Le 28 juillet 1889, peu avant minuit, se produisit un violent tremblement de terre de magnitude 6,3 à l’ouest de la préfecture. Ce « 
séisme de Kumamoto de 1889 (en) » (1889 熊本地震, Is-sen hap'pyaku hachi-jū-kyū nen Kumamoto jishin) a causé la mort de 20 personnes, dont 5 dans la ville même de Kumamoto et 15 à Akita-gun, préfecture de Kumamoto. Des centaines de maisons ont été détruites et le château de Kumamoto a été endommagé, mais peu d’incendies se sont déclarés. La secousse a été enregistrée jusqu’à Potsdam, en Allemagne. Les répliques se sont poursuivies pendant cinq mois. C’est l’analyse des données de ce séisme, ainsi que celles du séisme de 1891 à Nōbi et de celui de Kagoshima en 1893, qui a permis au sismologue japonais Fusakichi Ōmori de découvrir la loi de décroissance hyperbolique de la fréquence des répliques en fonction du temps, connue sous le nom de loi d'Omori.
La région de Kumamoto a peu souffert du violent séisme du 11 mars 2011 dont l’épicentre était très éloigné. Elle a été atteinte par une série de séismes et de répliques le 14 avril 2016, avec une magnitude maximale de 7,3.

## Géographie
Elle est entourée des préfectures de Fukuoka, Ōita, Miyazaki, Nagasaki et Kagoshima.

## Municipalités

### Villes
Liste des quatorze villes (市, shi) de la préfecture de Kumamoto.
| - Amakusa - Aso - Arao - Hitoyoshi - Kamiamakusa - Kikuchi - Kōshi | - Kumamoto (capitale) - Chūō-ku - Kita-ku - Higashi-ku - Minami-ku - Nishi-ku | - Minamata - Tamana - Uki - Uto - Yatsushiro - Yamaga |

### Districts
Liste des neuf districts (郡, gun) de la préfecture de Kumamoto et de leurs vingt-trois bourgs (町, chō/machi) et huit villages (en italique).
| - District d'Amakusa - Reihoku - District d'Ashikita - Ashikita - Tsunagi - District d'Aso - Minamioguni - Oguni - Takamori - Ubuyama - Nishihara - Minamiaso | - District de Kamimashiki - Mifune - Kashima - Mashiki - Kōsa - Yamato - District de Kikuchi - Ōzu - Kikuyō | - District de Kuma - Asagiri - Taragi - Nishiki - Yunomae - Itsuki - Kuma - Sagara - Mizukami - Yamae | - District de Shimomashiki - Misato - District de Tamana - Gyokutō - Nankan - Nagasu - Nagomi - District de Yatsushiro - Hikawa |

## Économie
Dans la préfecture de Kumamoto, le secteur primaire est l'activité la plus importante pour l'économie. En effet, la préfecture est l'une des plus productrices du Japon. On y retrouve une forte production de tomates, d'oranges, de fraises ou encore de pastèques.
Dans la préfecture, le tourisme se développe de plus en plus, notamment grâce aux monuments historiques tels que le château de Kumamoto ou encore le pont Tsujunkyo. Près de la ville de Kumamoto, on y trouve un centre de recherche et de technologie. Il existe des industries dans les secteurs de l'alimentation et de l’électronique. On y retrouve aussi une des usines Honda dans le centre de la préfecture.

## Démographie
En 2015, la préfecture comptait 1 787 445 habitants ; elle est la 23e préfecture la plus peuplée du Japon.

## Culture

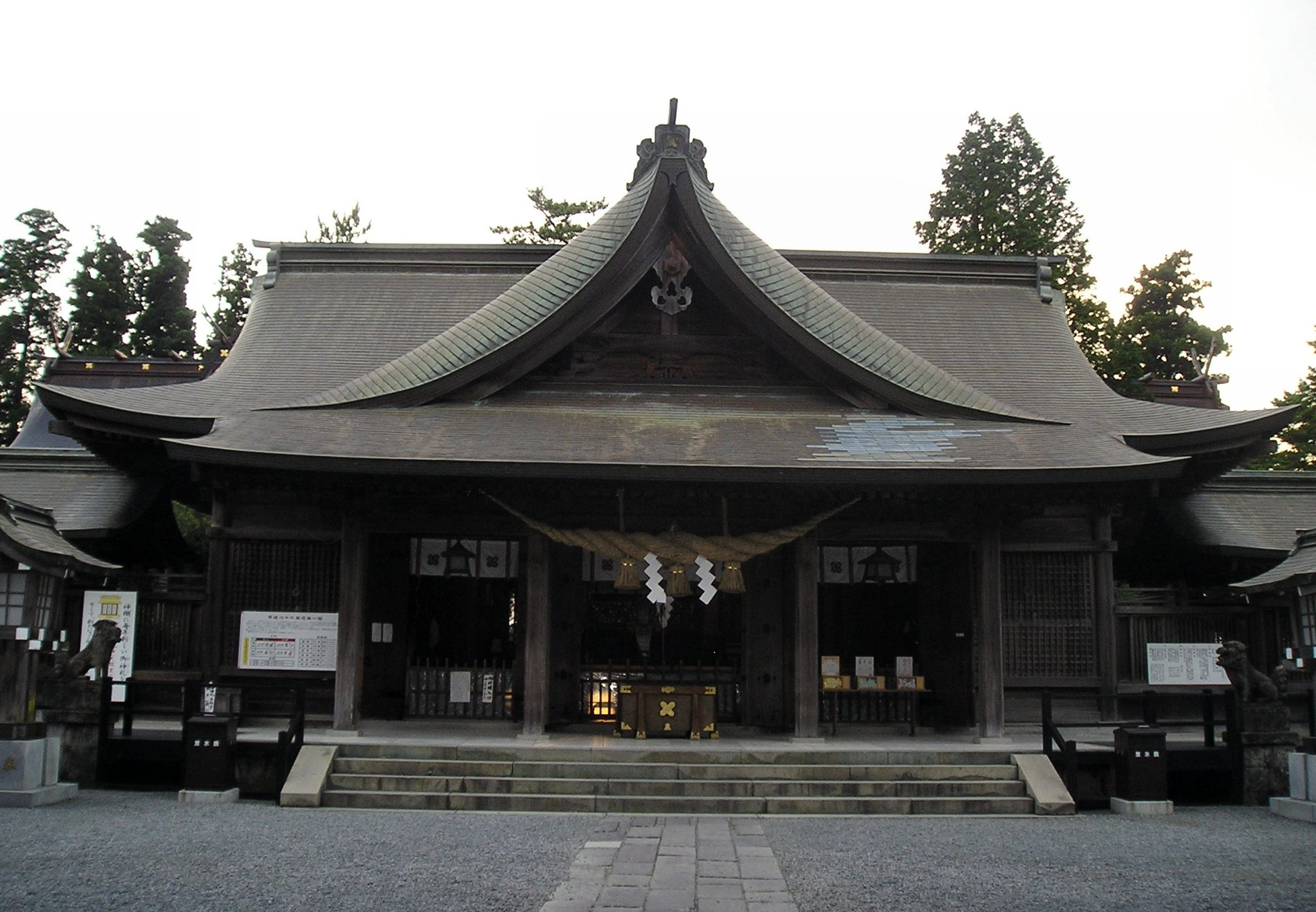
Haiden du sanctuaire Aso-jinja où le kami Aso-no-Ōkami réside.

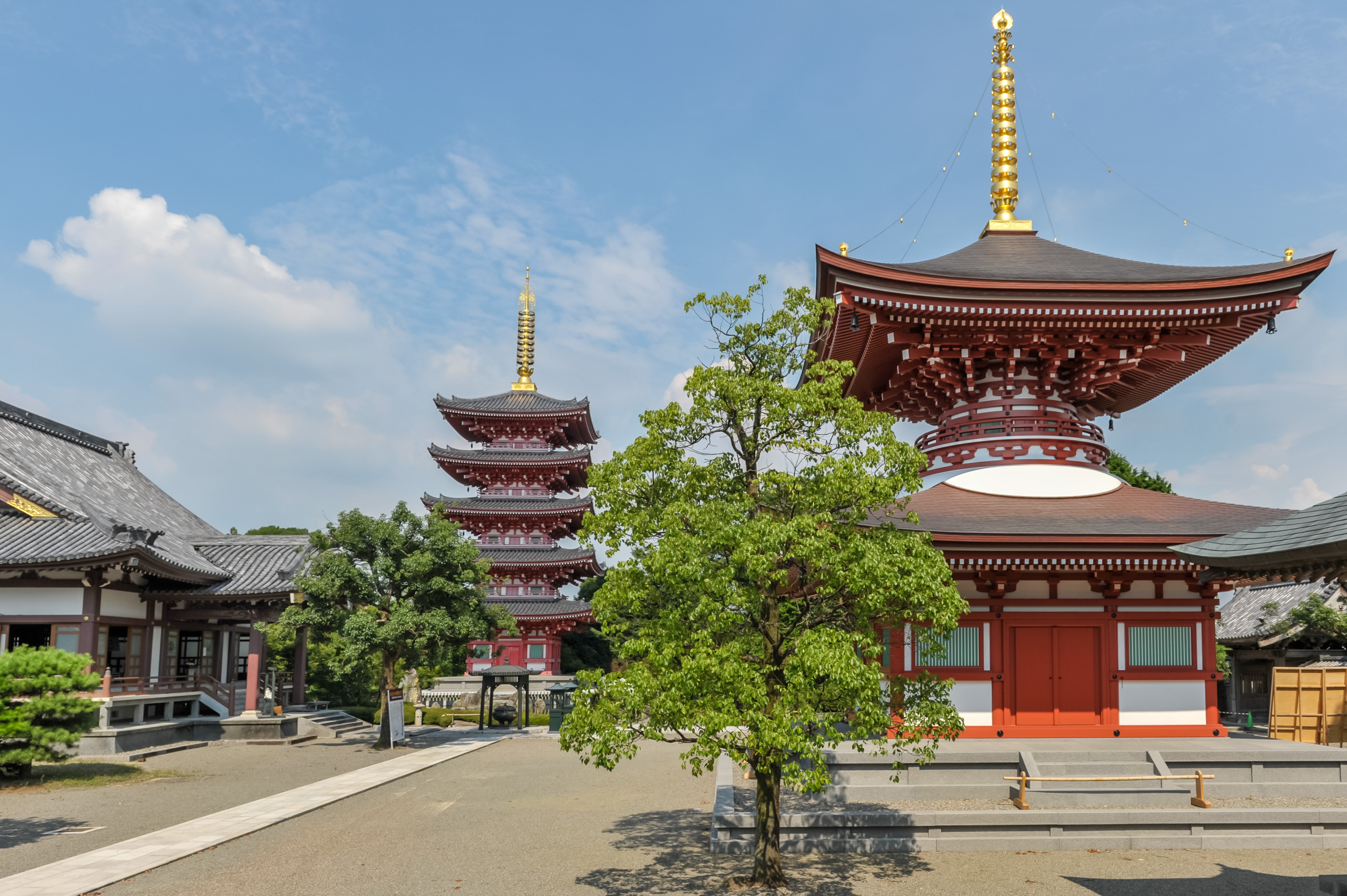
, temple bouddhiste à Tamana.

Dans la préfecture de Kumamoto, on retrouve plusieurs sanctuaires shinto :
- Katō-jinja ;
- Aoi Aso-jinja ;
- Aso-jinja ;
- Kikuchi-jinja ;
- Fujisaki Hachiman-gū ;
- Kengun-jinja.

Sur l'île d'Amakusa, on trouve plusieurs églises :
- Ōe, église catholique ;
- Sakitsu, église catholique.

Il y a plusieurs festivals comme le Tsuetate Onsen Koi-nobori, le Katō Kiyomasa ou le Yabusame.

## Tourisme

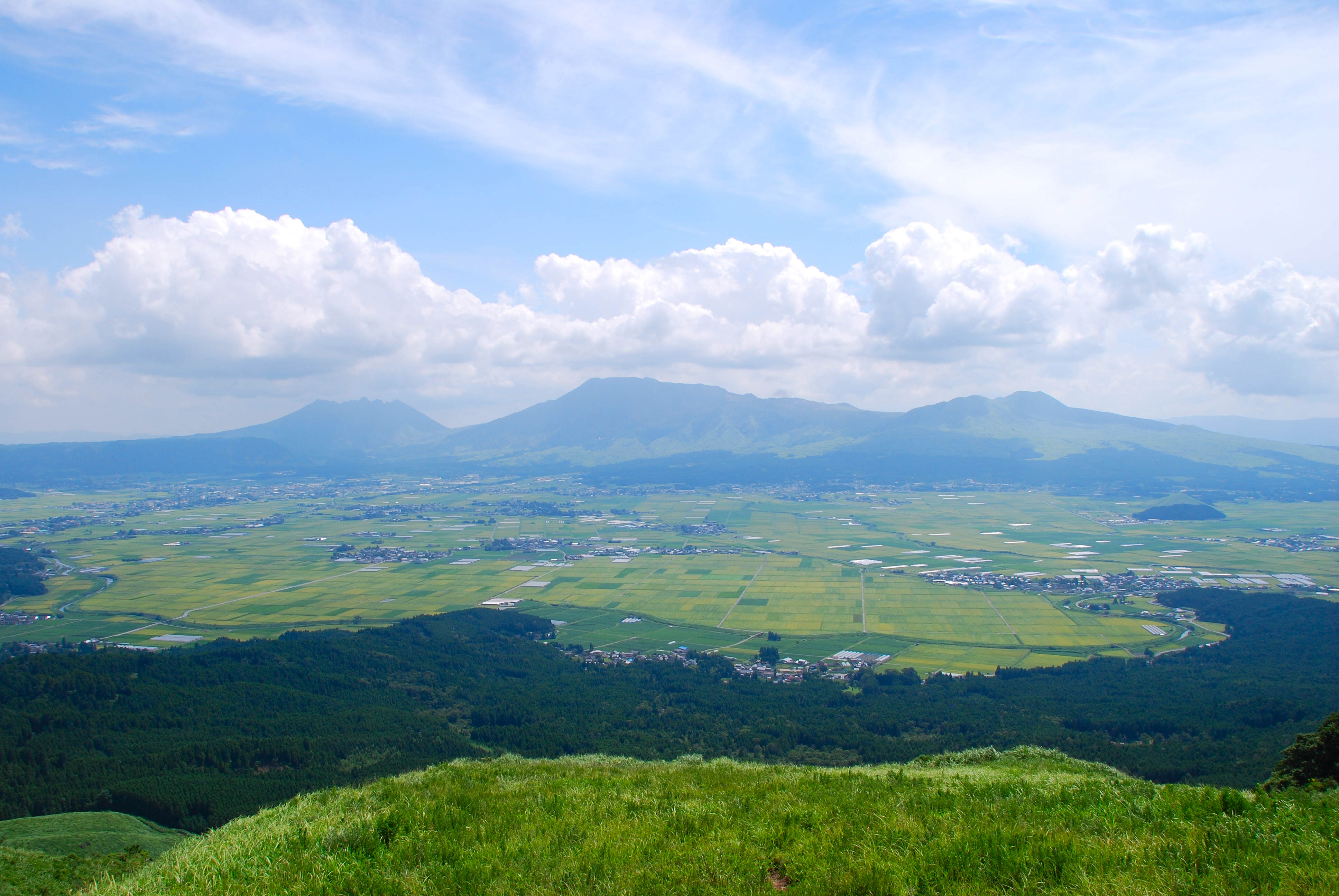
Mont Aso.

Le développement du tourisme est récent dans la préfecture de Kumamoto. La préfecture comporte quelques lieux touristiques et monuments historiques comme le château de Kumamoto, le parc Suizen-ji Joju-en, le parc national Unzen Amasakusa, le mont Aso et son parc ou encore le pont Tsujunkyo. Les touristes viennent le plus souvent des grandes villes du Japon grâce à l'aéroport régional (Aso Kumamoto Airport) ou à la ligne Shinkansen Kyūshū qui a récemment été installée. Cette ligne permet de relier rapidement les villes de Fukuoka ou Kagoshima. La ligne est directement reliée à celle d'Osaka, ce qui permet de rejoindre le centre du pays facilement. Par voie aérienne, on peut rejoindre l'aéroport de Kumamoto depuis la ville de Tokyo en 1 h 30.

## Éducation
Liste des universités dans la préfecture de Kumamoto :
- université de Kumamoto ;
- université préfectorale de Kumamoto ;
- université Sojo.

## Transports

### Aéroports

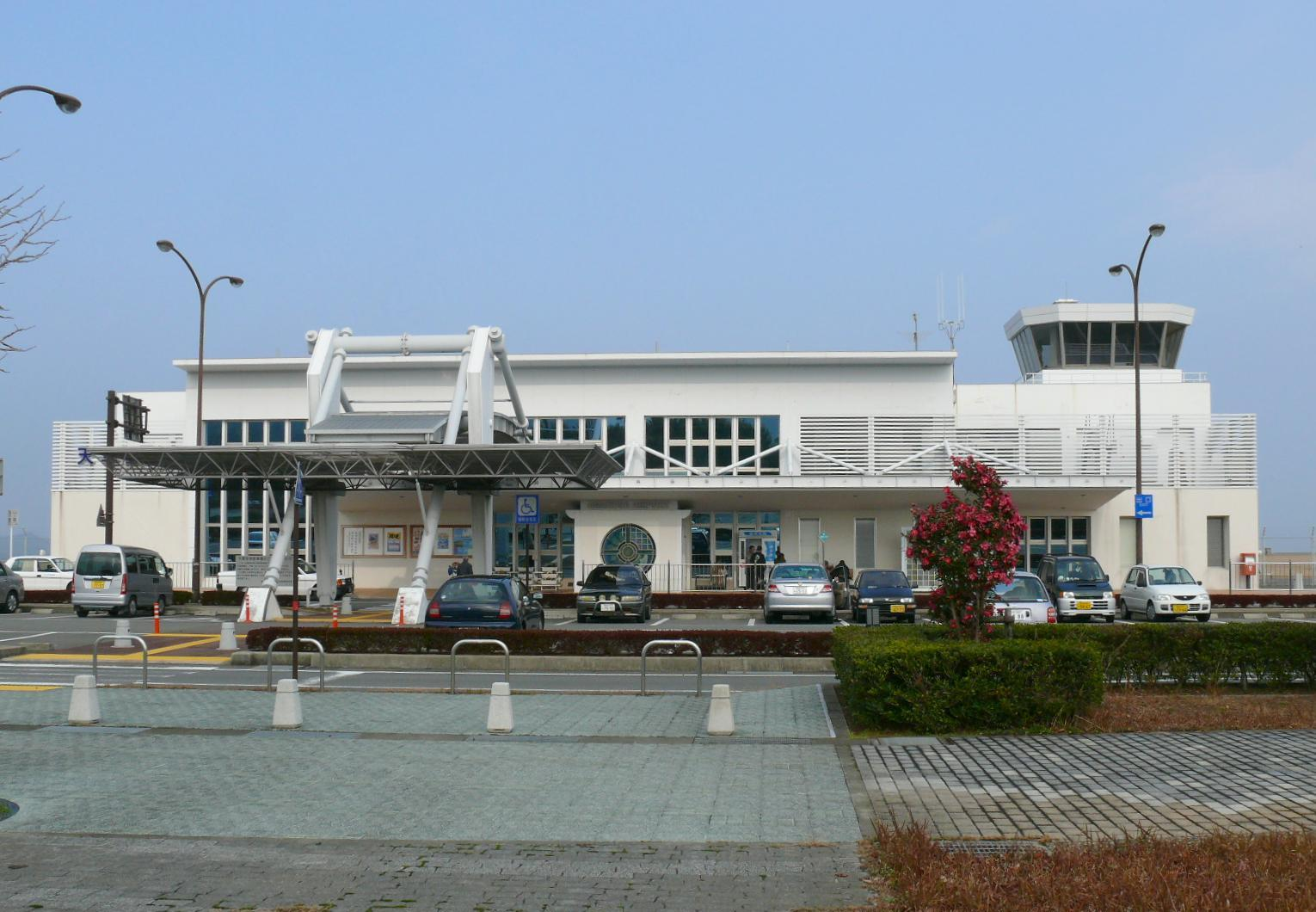
Aéroport régional d'Amakusa.

- Aéroport Aso Kumamoto
- Aéroport d'Amakusa

### Ferry
- Kumamoto-Shimabara
- Nagasu-Unzen
- Ushibuka-Kuranomoto
- Reihoku-Nagasaki
- Yatsushiro-Kamiamakusa

### Tramway
- Tramway de Kumamoto

## Sport
L'équipe de football Roasso Kumamoto évolue en deuxième division de la J. League. Elle est basée dans la ville de Kumamoto.

## Autre

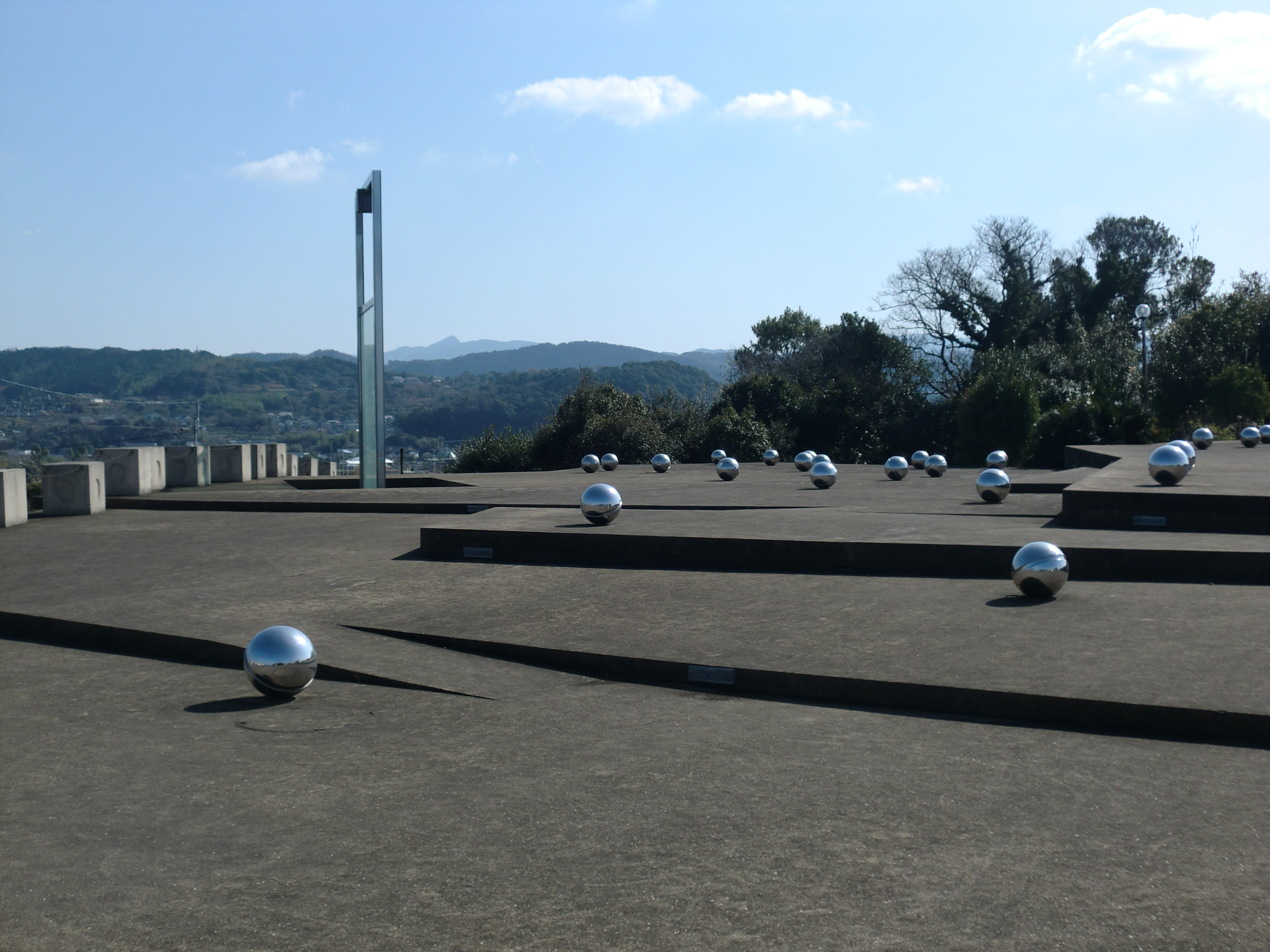
Mémorial de la catastrophe de la baie de Minamata.

C'est dans le sud de la préfecture que s'est produite la catastrophe de Minamata qui a conduit à une pollution de la mer par le mercure.

## Jumelages
La préfecture de Kumamoto est jumelée avec les municipalités ou régions suivantes :
- Guangxi (Chine) depuis le 20 mai 1982 ;
- Chungcheong du Sud (Corée du Sud) depuis le 22 janvier 1983 ;
- Montana (États-Unis) depuis le 22 juillet 1982 ;